# Verschieben

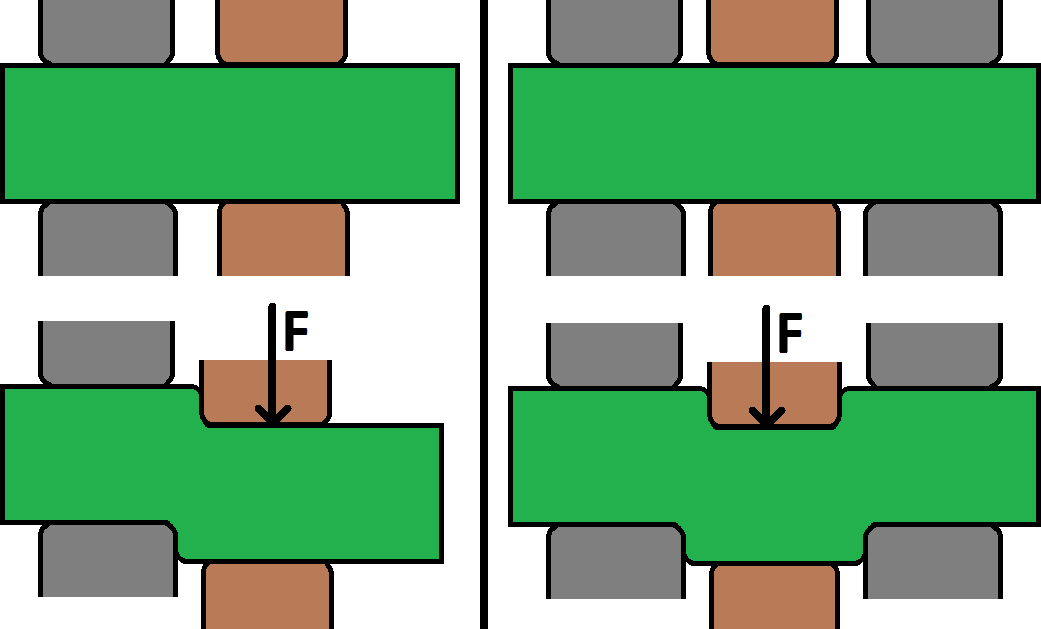
Verfahrensprinzip des Verschiebens, links mit einseitiger Einspannung, rechts mit beidseitiger. Das Werkstück ist grün dargestellt, Spannmittel grau und das Werkzeug braun.

Das Verschieben ist ein Fertigungsverfahren, das gemeinsam mit dem Verdrehen zur Gruppe des Schubumformens zählt, die wiederum zur Hauptgruppe des Umformens zählt. Beim Verschieben werden parallele benachbarte Querschnitte des Werkstückes in der Umformzone gegeneinander plastisch verschoben, wobei sie parallel bleiben, während sie beim Biegen nicht mehr parallel sind. Die Bewegung des Werkzeuges ist geradlinig.
Das Verschieben eignet sich sowohl für Bleche als auch für massive Werkstücke.
Bei der Standardvariante wird eine Seite des Werkstückes eingespannt und in geringem Abstand dazu von einem oder mehreren Werkzeugen verschoben. Die Umformung findet vor allem im Spalt zwischen Einspannung und Werkzeug statt; die Umformzone kann jedoch auch weit unter das Werkzeug reichen. Bei zu kleinem Spalt wird das Material überlastet und bricht wie beim Scherschneiden. Die beiden Verfahren werden auch kombiniert genutzt.
Bei massiven Werkstücken wird auch vom Durchsetzen gesprochen. Dies wird vor allem zur Herstellung von Kurbelwellen genutzt: Aus einem geraden stangenförmigen Rohteil (oft ein Vierkant) werden mittels Durchsetzen die Kurbeln in der Kurbelwelle gefertigt. Bei mehrhubigen Wellen werden die einzelnen Kurbelwangen in einer Ebene gefertigt und anschließend durch das verwandte Verdrehen weiterbearbeitet.